# Conus sieboldianus
Conus sieboldianus é uma espécie de gastrópode do gênero Conus, pertencente a família Conidae.